# Salisbury
Salisbury [ˈsɔːlzb(ə)ɹɪ] (historischer Name New Sarum und Sorviodunum) ist eine Stadt in der englischen Grafschaft Wiltshire. Sie liegt am Zusammenfluss der Flüsse Avon und Wylye, hat 40.302 Einwohner (Stand: 2011) und gehört zur Unitary Authority Wiltshire.

## Geschichte
Im 4. Jahrhundert v. Chr. wurde der eisenzeitliche Burgwall Old Sarum erbaut. Dieser wurde später von den Römern, den Angelsachsen und schließlich, ab dem 11. Jahrhundert, von den Normannen als Festung genutzt. Um das Jahr 460 war die Salisbury Plain Schauplatz der Nacht der langen Messer, bei der unter dem Vorwand von Verhandlungen keltische Adlige von angelsächsischen Söldnern ermordet wurden. Unter normannischer Herrschaft wurde die Siedlung Bischofssitz.
Im Jahr 1220 begann Bischof Richard Poore von Sarum mit dem Bau einer neuen Kathedrale etwa drei Kilometer entfernt im Tal südlich der Festung Old Sarum. Dies war die Keimzelle der heutigen Stadt Salisbury, anfangs unter dem Namen New Sarum. Bereits sieben Jahre später erhielt Salisbury Stadtrechte. 1258 wurde die Kathedrale nach 38 Jahren Bauzeit geweiht. Mehr und mehr Bewohner zogen in die neue Stadt und Old Sarum wurde im Lauf der Zeit aufgegeben.
Salisbury war ein Zentrum der Textilherstellung. Das College war eines der renommiertesten in Europa. Im 17. Jahrhundert wurde die Stadt Schauplatz mehrerer Schlachten während des Bürgerkrieges. Dies führte zum Niedergang der Stadt.
Die industrielle Revolution ging nahezu spurlos an Salisbury vorüber. Bis heute ist die Region von der Landwirtschaft geprägt und verfügt über keine nennenswerte Industrie. In der 2. Hälfte des 20. Jahrhunderts entwickelte sich der Tourismus zur Haupteinnahmequelle der Stadt. Seit dem 19. Jahrhundert wird Salisbury Plain nördlich und westlich der Stadt als militärisches Übungsgelände genutzt.
Die britische Hardrockband Uriah Heep veröffentlichte 1971, inspiriert durch einen Aufenthalt in der Stadt, das Album Salisbury. Am 4. März 2018 gelangte der Ort weltweit in die Medien wegen eines Anschlages auf den ehemaligen russisch-britischen Doppelagenten Sergei Wiktorowitsch Skripal und dessen Tochter mit einem Nervengift aus der Nowitschok-Gruppe.

## Sehenswürdigkeiten
Das bedeutendste Bauwerk ist die Kathedrale aus dem 13. Jahrhundert mit ihrer kunstvoll verzierten Westfassade. (Beginn der Arbeiten 1220, Beendigung um 1258.) In der Kathedrale befindet sich eines der vier noch erhaltenen Exemplare der Magna Carta. Mit 123 Metern ist der Turm der Kathedrale der höchste Kirchturm Englands. Er wurde 1315 nachträglich auf das Kirchenschiff aufgesetzt, wobei versäumt wurde, die tragenden Pfeiler der bestehenden Kathedrale zu verstärken. Dies führte dazu, dass die Statik des Turms bereits mehrfach durch zusätzliche Stützen abgesichert werden musste. Im Umfeld der Kathedrale befinden sich weitere Baudenkmale wie das College of Matrons, The Close 32, 33, Braybrooke House, Wren Hall und Hemingsby House.
Erwähnenswert sind außerdem der große historische Marktplatz, ein früheres Zentrum des Woll- und Textilhandels, mit diversen denkmalgeschützten Häusern wie dem Haus Market Place 5. Auf dem von der Guildhall dominierten Marktplatz befindet sich auch das 1922 errichtete Kriegerdenkmal Salisbury sowie die 1887 aufgestellte Henry-Fawcett-Statue. Weitere Sehenswürdigkeiten sind das Marktkreuz Poultry Cross, das erhaltene Stadttor North Gate, die Sarum St. Thomas- und Edmund Church, etliche gut restaurierte historische Fachwerk-Wohnhäuser, wie die Häuser High Street 11, 13, 50, 52, 54 und Silver Street 48–52, sowie die Einkaufsstraße Old Georg Mall, hinter dem alten Gasthaus The Old George Inn, die durch den Ausbau früherer Pferdeställe entstanden ist. Weitere Baudenkmäler sind unter anderem das The Red Lion Hotel, die 1859 entstandene Markthalle von Salisbury oder das bis auf die Zeit um 1500 zurückgehende Haus Winchester Street 19, 21. Touristisch und historisch interessant ist außerdem ein Wohnhaus, das sein Besitzer aus dem Holz abgetakelter Schiffe errichtet hat.
Am nördlichen Stadtrand liegt die Burg Old Sarum mit ihrer normannischen Festung. Stonehenge befindet sich in etwa 13 km Entfernung nördlich von Salisbury.

## Verkehr
Von Salisbury bestehen Bahnverbindungen nach London, Southampton, Portsmouth und Exeter. Die Stadt liegt an mehreren gut ausgebauten Überlandstraßen und ist etwa 25 km von der Autobahn M27 entfernt. Die nächsten Flughäfen sind in je 40 km Entfernung Bournemouth und Southampton sowie, in etwa 100 km Entfernung, der Flughafen London-Heathrow.

## Söhne und Töchter der Stadt
- Roger von Salisbury († 1139), Bischof von Salisbury
- Walter Winterburn (um 1225–1305), Kardinal der katholischen Kirche
- John Story (1504–1571), Politiker und römisch-katholischer Märtyrer
- William Lawes (1602–1645), Komponist und Musiker
- John Greene junior (1620–1708), englischer Politiker und Offizier in Nordamerika
- Humphry Ditton (1675–1715), Mathematiker
- Anna Maria Porter (1778–1832), Dichterin und Romanautorin
- William Bowles (1780–1869), Seeoffizier
- Sir George Thomas Staunton (1781–1859), Reisender, Diplomat und Politiker
- Margaret Sarah Carpenter (1793–1872), Malerin
- George J. Webb (1803–1887), Organist und Komponist
- George Arney (1810–1883), von 1858 bis 1875 der zweite Chief Justice of New Zealand
- Henry Fawcett (1833–1884), Volkswirt und Politiker
- John Neville Keynes (1852–1949), Ökonom und Logiker; Vater von John Maynard Keynes
- Albert Curtis Clark (1859–1937), Klassischer Philologe
- Isabelle Bean (1862–1939), englisch-australische Krankenschwester, Frauenrechtlerin, Feministin und Theosophin
- Robert Cecil, 1. Viscount Cecil of Chelwood (1864–1958), Politiker und Diplomat, Friedensnobelpreisträger
- Herbert Ponting (1870–1935), Fotograf
- Rose Bracher (1894–1941), Biologin und Botanikerin
- John Whiting (1917–1963), Dramatiker
- Adrian Jardine (* 1933), Regattasegler
- David Happold (* 1936), britisch-australischer Mammaloge
- Hamish Milne (1939–2020), klassischer Pianist
- Iona Brown (1941–2004), Violinistin und Dirigentin
- Dave Dee (1941–2009), Popsänger
- Michael Crawford (* 1942), Musicaldarsteller, Sänger und Schauspieler
- Jeffrey Tate (1943–2017), Dirigent
- Brian Protheroe (* 1944), Musiker und Schauspieler
- Brian H. White (* 1944), Badmintonspieler
- Anthony Daniels (* 1946), Schauspieler
- Kerry Minnear (* 1948), Musiker (‚Gentle Giant‘)
- Edward Rutherfurd (* 1948), Autor
- Tim Hodgkinson (* 1949), Musiker (‚Henry Cow‘) und Musikwissenschaftler
- Dave Smith (* 1949), Komponist
- Stephen H. Daniel (* 1950), US-amerikanischer Philosophiehistoriker und Hochschullehrer
- Robin Merrill (* 1953), Sänger, Filmschauspieler, Fernsehmoderator, Conferencier und Orchesterleiter
- Ursula Wulfekamp (* 1955), deutsche Übersetzerin
- Kieth O’dor (1962–1995), Automobilrennfahrer
- Harry Lodge (* 1967), Radrennfahrer
- Joseph Fiennes (* 1970), Schauspieler
- Julian Davies (* 1971), Judoka
- David Mitchell (* 1974), Komiker, Schauspieler, Radio- und Fernsehmoderator und Autor
- Julie Dibens (* 1975), Triathletin
- Duncan James (* 1978), Sänger (Mitglied von ‚Blue‘), Schauspieler und Moderator
- Karl Dickson (* 1982), Rugby-Union-Schiedsrichter
- Isabelle Allen (* 2002), Schauspielerin (Les Misérables)
- John Bennett (* 2003), Rennfahrer